# Joan Claperós
Joan Claperós fue un escultor catalán del siglo XV.
Con su padre Antoni Claperós colaboró en la construcción de la catedral de Barcelona, de la que fue nombrado maestro escultor. Participó en las obras llevadas a cabo en el claustro, en el templete del surtidor. Se sabe que es de él la clave de bóveda central de la antigua sala capitular, realizada en el año 1454 y representando el Pentecostés.
También con su padre trabajó en las imágenes de la puerta de los Apóstoles para la catedral de Gerona, obra destruida en 1936, durante la guerra civil española.
Joan Claperós entró al servicio del condestable Pedro de Portugal y trabajó en las obras del Palacio Real Mayor de Barcelona, realizando sesenta baldosas de tierra cocida para la capilla real, representando ángeles y las armas de Aragón y Sicilia.
Su muerte se produjo en Barcelona en 1468.